# Альзергрунд
Альзерґрунд (нім. Alsergrund) — дев'ятий район Відня. Приєднаний до міста в 1862 році. 
Альзерґрунд є густонаселеним районом з багатьма муніципальними будівлями. Тут знаходиться багато приміщень Віденського університету та декілька лікарень, включаючи найбільшу в Відні AKH (Allgemeines Krankenhaus — загальний госпіталь). Крім цього, на території району розташовані церква Вотивкірхе, Віденський економічний університет, вокзал Франца-Йосифа, Штрудльгофські сходи, сміттєспалювальний завод з ТЕС «Шпіттелау» (архітектор Фріденсрайх Гундертвассер), казарми Россауер, в яких розташовується Міністерство оборони і спорту Австрії.
За адресою Берггассе, 19 (Berggasse) знаходиться квартира і робочий кабінет Зиґмунда Фрейда. Фрейд жив тут з 1891 року до еміграції в Англію в 1938 році. Зараз тут Музей Зиґмунда Фрейда.
48°13′31″ пн. ш. 16°21′25″ сх. д. / 48.22528° пн. ш. 16.35694° сх. д.
| Австрія | Це незавершена стаття з географії Австрії. Ви можете допомогти проєкту, виправивши або дописавши її. |